# Callaly Castle
Callaly Castle er et country house nord for landsbyen Callaly, omkring 14,5 km vest for Alnwick, Northumberland, England.
Den ligger nær en motte-fæstning fra 1100-tallet og et voldsted fra jernalderen. Der blev opført et pele tower i 1300- eller 1400-tallet, og det blev efterfølgende inkorporeret i vestlængen af et nyt hus, der blev opført af John Clavering i 1619. Den første store tilføjelse blev udfør ti 1676 af arkitekten Robert Trollope. I 1707 blev der udført yderligere ændringer der mere eller mindre skjulte det tidligere detaljer i bygningen.
Parken blev omlagt i 1770, muligvis af en eller flere af Kennedy-brødrene, der var blandt de fremmeste gartnere i landet på denne tid, som har skabt lignende haveanlæg i Croxdale Hall i County Durham til Salvin-familien.
Callaly Castle var ejet af Clavering-familien.
Der blev udført flere ændringer i 1700-tallet og 1800-tallet, der blev fulgt op af restaureringsarbejde af den nye ejer Alexander Browne i 1890'erne.
I 1987 blev den opdelt i beboelseslængen af arkitekten Kit Martin.
Det er en listed building af anden grad.